# ГЕС Jiǔlóngxiá
ГЕС Jiǔlóngxiá (九龙峡水电站) — гідроелектростанція на півночі Китаю у провінції Ганьсу. Знаходячись перед ГЕС Huāyuán, входить до складу каскаду на річці Байлун, правій притоці Цзялінцзян, яка, своєю чергою, є лівою притокою Цзіньші (верхня течія Янцзи).
У межах проекту річку перекрили бетонною гравітаційною греблею висотою 62 метра та довжиною 155 метрів. Вона утримує витягнуте на 8,6 км водосховище з об'ємом 14,8 млн м3 та припустимим коливанням рівня поверхні в операційному режимі між позначками 1958 та 1962 метра НРМ (під час повені до 1964,5 метра НРМ).
Зі сховища через правобережний гірський масив прокладено дериваційний тунель завдовжки 6,2 км з діаметром 6 метрів, який подає ресурс до наземного машинного залу. Тут встановлено три турбіни потужністю по 27 МВт, котрі використовують напір у 115 метрів та забезпечують виробництво 366 млн кВт-год електроенергії на рік.